# 트레이시 맨 (배우)
트레이시 맨(Tracy Mann, 1957년 ~ )은 오스트레일리아의 배우이다. 애들레이드에서 태어났다.

## 출연 작품
- 엔젤 오브 마인 (2019년) - 레나 역
- 애니 퀘스천 포 벤? (2012년) - 벤의 엄마 역
- 슬리핑 뷰티 (2011년) - 왝싱 뷰티션 역
- 헤이팅 앨리슨 애슐리 (2005년)
- 고잉 다운 (1983년)
- 하드 녹스 (1980년)

### 텔레비전
- 프리즈너 (1981, Prisoner) - 조지 백스터 역
- 올 세인츠 (2002, 2008)